# František Kráčmer
František Kráčmer (21. května 1916 Parník – 17. dubna 1941 Kelpen-Oler) byl český pilot 311. československé bombardovací perutě a oběť druhé světové války.

## Život

### Před druhou světovou válkou
František Kráčmer se narodil 21. května 1916 v Parníku u České Třebové v rodině Františka a Marie Kráčmerových. V ní od roku 1922 absolvoval základní vzdělání, následně se vyučil soustružníkem kovů. V roce 1933 se přihlásil do vojenského leteckého učiliště v Prostějově. Po jeho ukončení v roce 1934 se stal armádním pilotem a sloužil u Leteckého pluku 6 ve Kbelích. Dosáhl hodnosti četaře.

### Druhá světová válka
Po německé okupaci v březnu 1939 vstoupil František Kráčmer do protinacistického odboje. Byl dalšími odbojáři upozorněn na připravované zatčení gestapem a proto urychleně společně s dalšími českotřebovskými letci Františkem Sixtou a Antonínem Plockem opustil ilegálně Protektorát Čechy a Morava a to za pomoci českotřebovské odbojové organizace okolo poštmistra Karla Votroubka. Přes Polsko se přesunul do Francie. Zde byl zařazen do armádního letectva a jako pilot strojů Bloch MB.210 se zúčastnil bitvy o Francii. Po jejím pádu v červnu 1940 přeletěl uloupeným letadlem do Spojeného království, kde vstoupil do Royal Air Force a po výcviku zařazen k 311. československé bombardovací peruti. Operační službu zahájil jako druhý pilot v listopadu 1940, po absolvování čtyřech náletů se stal kapitánem vlastního letounu, ve kterém absolvoval dalších devět. Dne 17. dubna 1941 byl jeho stroj Vickers Wellington Mk.IC R1599 KX-J během návratu z bombardování Kolína nad Rýnem zachycen světlomety a následně sestřelen německým leteckým esem Wernerem Streibem létajícím na Messerschmittu Bf 110. Letoun se zřítil tři kilometry od nizozemské obce Kelpen, nikdo z posádky nepřežil. František Kráčmer byl společně s ostatními pohřben ve Venlo, později byly ostatky přeneseny na válečný hřbitov Jonkerbos v Nijmegenu. Dosáhl hodnosti rotmistra.

## Rodina
Matka Františka Kráčmery Marie Kráčmerová byla po atentátu na Reinharda Heydricha do konce války internována v táboře ve Svatobořicích.

## Posmrtná ocenění
- Františku Kráčmerovi byl in memoriam udělen Československý válečný kříž 1939 a Československá medaile Za chrabrost před nepřítelem
- František Kráčmer byl in memoriam povýšen do hodnosti plukovníka